# Annales Henri Lebesgue
Les Annales Henri Lebesgue sont une revue internationale généraliste de mathématiques, fondée en 2018 ,,. Elle appartient à l'École Normale Supérieure de Rennes (ENS Rennes), est gérée administrativement avec l'aide du Centre Henri Lebesgue (CHL), et est hébergée par le Centre Mersenne du CNRS ,,,. Il s'agit d'un journal libre d'accès et sans frais, aussi bien pour les auteurs que pour les lecteurs, soutenu par des institutions publiques,. Un des objectifs du journal est notamment de promouvoir des pratiques vertueuses dans le monde de l'édition scientifique, et d'assurer la pérennité publique des travaux mathématiques ,,,.

## Publications
Les Annales Henri Lebesgue ont vocation à publier des contributions majeures dans tout le spectre des mathématiques,,. Le comité éditorial, composé d'une trentaine de membres, est divisé en trois sections : algèbre et géométrie, analyse et calcul scientifique, probabilités et statistiques.  Un volume paraît chaque année.

## Diffusion
Les articles des Annales Henri Lebesgue sont diffusés par ordre chronologique sur le site internet de la revue. Ils sont accessibles gratuitement et publiés sous licence Creative Commons.